# الحمیری، حماة
الحمیری (به عربی: الحمیری) یک روستا در سوریه است که در ناحیه حربنفسه واقع شده‌است. الحمیری ۱٬۷۹۷ نفر جمعیت دارد.